# 吴二府墓
吴二府墓，是位于中国福建省宁德市柘荣县乍洋乡凤里村下坪仔自然村西约300米的一个清代古墓葬，2011年7月入选第八批柘荣县文物保护单位。
吴二府墓是凤岐吴氏大宅原主人吴大鹏（吴二府）的墓葬，墓地建于清朝咸丰元年（1856年）九月初六，占地683平方米，坐西朝东，三合土和青石混合造，地面结构呈风字形。有三级台基，前两级分别为石构围墙和石雕旗杆夹，第三级为墓室，高0.37米，进深3.5米，面阔最宽处8.95米，上有进深0.5米的神桌，神桌上立有青石构三楼式享亭，中门内壁立有墓碑，上阴刻宋体。